# Dorylus
Dorylus Fabricius, 1793 è un genere di formiche legionarie della sottofamiglia Dorylinae, conosciute anche come "formiche scacciatrici", "formiche safari", "formiche Matabele" o "siafu". Può essere rinvenuto principalmente nell'Africa centrale ed orientale, ma il suo areale si estende fino all'Asia tropicale.
A differenza delle formiche legionarie del nuovo mondo (appartenenti al genere Eciton), esse costruiscono formicai veri e propri anche se temporanei (con una durata media da pochi giorni a pochi mesi). Ogni colonia può contenere più di 20 milioni di individui. Come nelle loro controparti del nuovo mondo, in ogni colonia è presente anche una casta di soldati (major) oltre alle normali operaie; essi si distinguono da queste ultime per il capo molto grande e le mandibole a tenaglia. Sono capaci di pungere, ma raramente adottano questa tattica difensiva, basandosi quasi interamente sulle loro potenti mascelle.

## Ciclo vitale

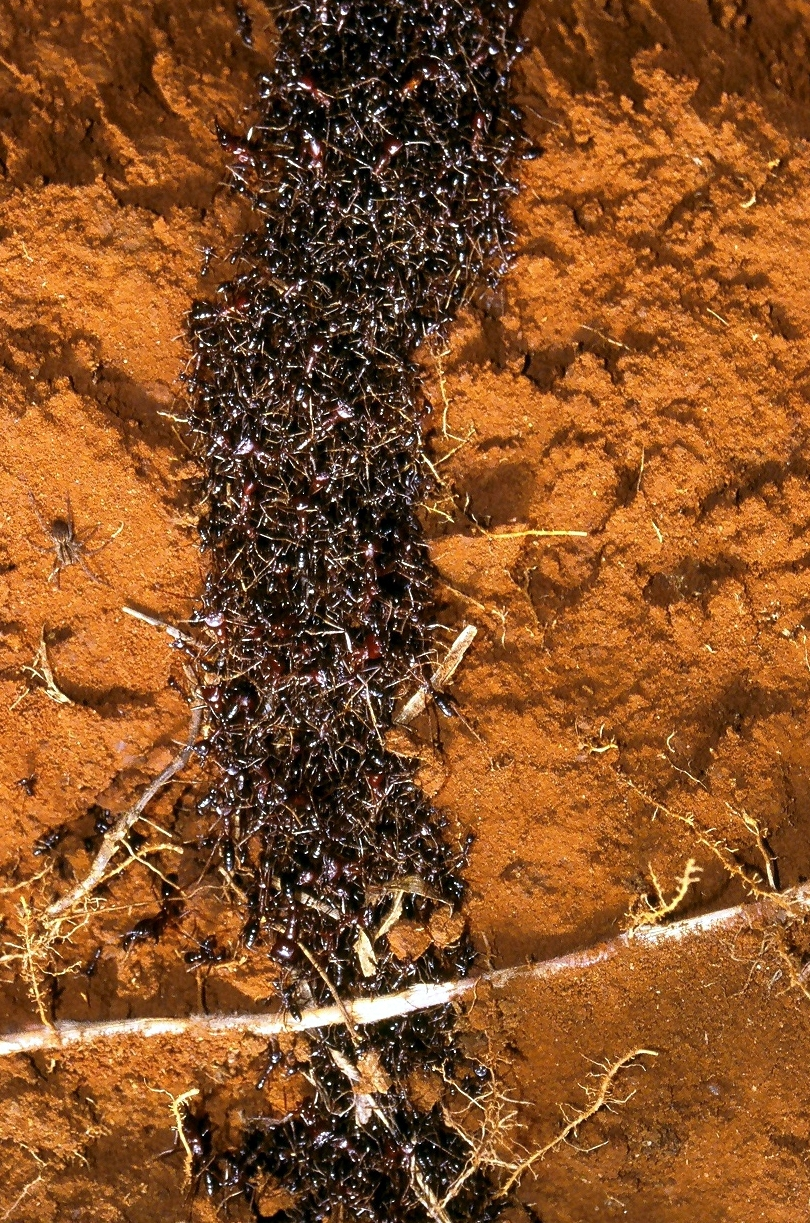
Alcuni soldati di formiche scacciatrici scavano un tunnel per aprire un passaggio sicuro alle operaie.

Stagionalmente, quando la disponibilità di cibo comincia a decrescere, esse abbandonano il formicaio e formano delle colonne di marcia con più di 50 milioni di formiche che, per il loro elevatissimo numero, sono considerate potenzialmente pericolose anche per gli esseri umani, nonostante possano essere facilmente evitate; infatti una colonia può percorrere solo 20 metri di distanza in un'ora.
Il maggior livello di rischio si manifesta per persone incapaci di muoversi o quando una colonna passa attraverso le case. Sono stati effettivamente riportati casi di persone - normalmente invalidi, bambini o in ogni caso debilitati che non hanno avuto la forza di scappare - uccise e talvolta divorate dalle formiche. Spesso la morte sopraggiunge per soffocamento.
La presenza di questa specie è tuttavia benefica per certe comunità umane, come i Maasai, poiché esse forniscono un servizio di prevenzione dei parassiti nelle comunità agricole, mangiando la maggior parte dei parassiti del grano, compresi insetti e ratti di grossa taglia.
Le caratteristiche, lunghe colonne di formiche tendono a difendersi violentemente contro qualsiasi cosa incontrino sul loro percorso.
Tali colonne sono strutturate in modo che le più piccole e deboli operaie siano affiancate e difese da più strette schiere di soldati, lunghi dai 10 ai 15 mm. Essi prendono automaticamente posizione come sentinelle e creano un perimetro percorribile in cui le operaie possono correre in maggiore sicurezza. Esistono due tipi di operaie: quelle grandi la metà dei soldati, hanno l'addome affusolato e la testa più piccola dei soldati, il loro compito è di massacrare le prede e spezzarle, con l'ausilio spesso delle mandibole dei soldati. Ma le formiche più piccole della colonia, sono le operaie secondarie, le più numerose, lunghe solo 2–3 mm. Nonostante la mole inferiore, possono demolire, costruire, e ricavare passaggi nella terra, aiutando anche le operaie primarie nel trasporto del cibo.
Il loro morso è molto doloroso e ogni soldato lascia due piccole ferite puntiformi quando rimosso.
La rimozione è altresì difficile, poiché le loro mandibole sono estremamente forti, e una persona può tirare un soldato tanto violentemente da strapparne il corpo senza però riuscire a liberarsi dal suo morso.
Un gran numero di formiche può uccidere animali piccoli o immobilizzati e mangiarne le carni, ma la gran parte della loro dieta è costituita da vermi di terra. Tutte le specie del genere Dorylus sono cieche e comunicano, come molte altre specie di formiche, attraverso feromoni.

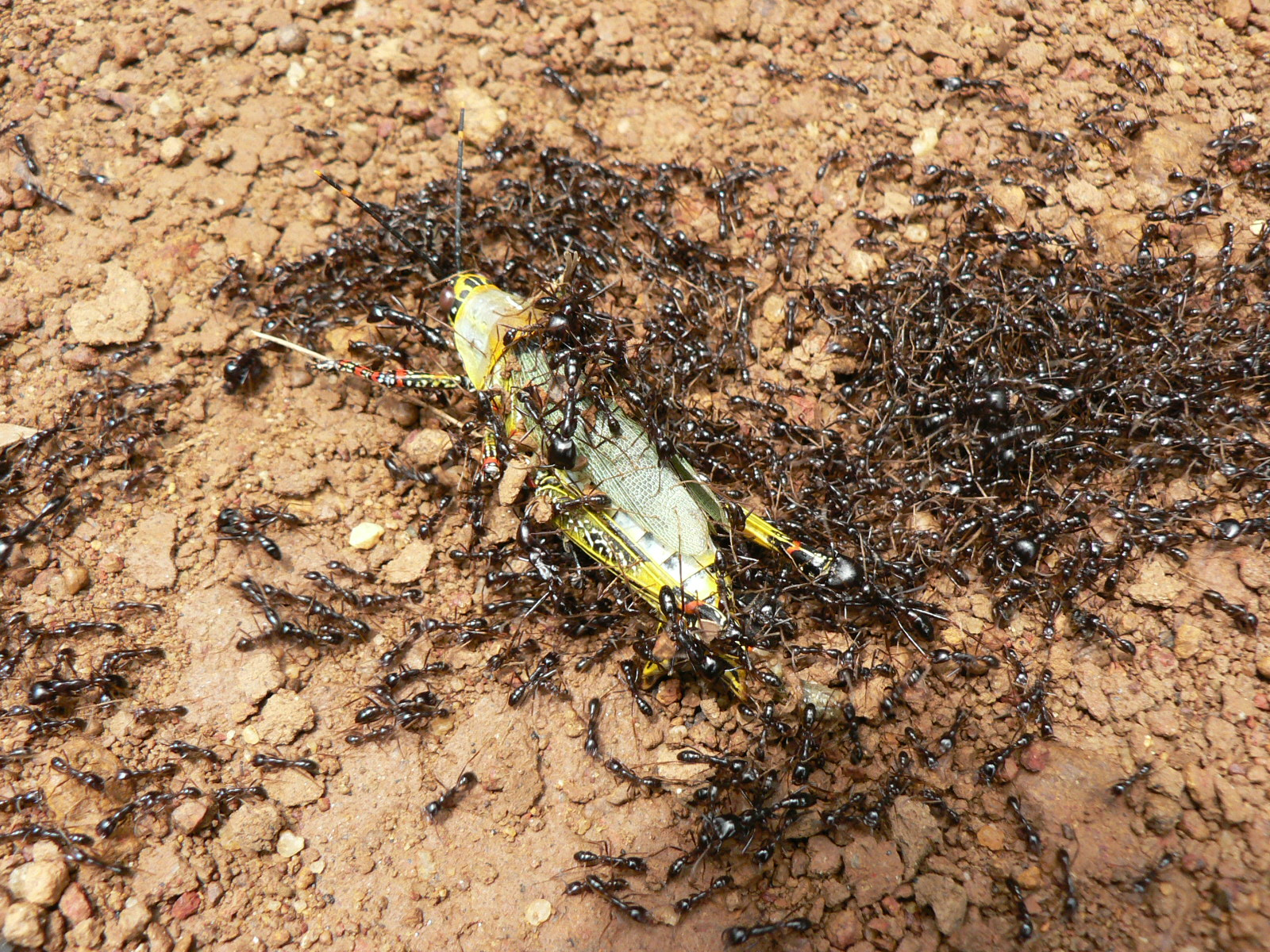
Dorylus sp. in Camerun, mentre mangiano una cavalletta

Nella stagione degli accoppiamenti vengono generati gli esemplari alati fertili (fuchi e regine vergini). I fuchi sono ancora più grandi dei soldati ma un po' più piccoli delle regine.
Maschi e femmine adulti si accoppiano in volo, e la regina fecondata va a costruire una nuova colonia. Come nella maggior parte delle formiche, operaie e soldati sono sterili.
I maschi delle formiche scacciatrici, talvolta vengono conosciuti come "mosche salsiccia" (termine anche utilizzato per le formiche legionarie del nuovo mondo) a causa del loro grande addome, ed erano inizialmente considerati come appartenenti ad un'altra specie. I fuchi abbandonano la colonia qualche tempo dopo la nascita, ma sono attratti dalle scie di feromoni rilasciate dalle scie di formiche quando raggiungono la maturità sessuale.
Quando una colonia incontra un maschio, le operaie lo catturano, ne strappano le ali e lo conducono al nido per farlo accoppiare con una regina vergine. Come in tutte le formiche, il fuco muore poco dopo.
A causa della forza del loro morso, nell'Africa orientale esse sono usate come suture naturali di emergenza.
I Maasai moroni, quando hanno un taglio profondo nella pelle, spesso usano i soldati per chiudere la ferita, facendosi mordere ai due lati della lesione e successivamente recidendo il corpo dell'insetto. Tale punto può durare anche per più giorni.

## Regina
La regina delle Dorylus, con i suoi 6 cm, è la più grande formica al mondo. Nella stagione calda, quando i formicai sono troppo popolati, la regina comincia a deporre uova da cui nasceranno maschi e regine. Normalmente, nasce una sola regina che, completato lo sviluppo, si distacca le ali e subisce delle metamorfosi accrescendo il suo addome, inspessendo le zampe e diventando quasi una formica neotenica, ovvero simile ad una grossa larva con le zampe, che depone uova in continuazione. Nel formicaio, quindi, si ritrovano due o più regine che cominciano a suddividersi: la metà della popolazione di formiche si allea alla nuova regina, l'altra metà resta con la regina più vecchia. Se considerassimo i formicai di dorylus come soli individui, la formazione di una nuova colonia equivarrebbe ad un parto.
Una regina può vivere anche più di vent'anni, ognuno dei quali è caratterizzato dall'accoppiamento con un diverso maschio proveniente da un altro nido. I maschi fecondano anche le regine preesistenti, e non solo quelle vergini per formare nuovi nidi.
I maschi sono di qualche mm più piccoli delle regine, hanno le ali e il loro addome è a forma di salsiccia. Dopo l'accoppiamento, essi muoiono entro pochi giorni.

## Tassonomia
Il genere Dorylus comprende le seguenti specie:
1. D. acutus Santschi, 1937
2. D. aethiopicus Emery, 1895
3. D. affinis Shuckard, 1840
4. D. agressor Santschi, 1923
5. D. alluaudi Santschi, 1914
6. D. atratus Smith, 1859
7. D. atriceps Shuckard, 1840
8. D. attenuatus Shuckard, 1840
9. D. bequaerti Forel, 1913
10. D. bishyiganus Boven, 1972
11. D. braunsi Emery, 1895
12. D. brevipennis Emery, 1895
13. D. brevis Santschi, 1919
14. D. buyssoni Santschi, 1910
15. D. congolensis Santschi, 1910
16. D. conradti Emery, 1895
17. D. depilis Emery, 1895
18. D. diadema Gerstaecker, 1859
19. D. distinctus Santschi, 1910
20. D. ductor Santschi, 1939
21. D. emeryi Mayr, 1896
22. D. erraticus Smith, 1865
23. D. faurei Arnold, 1946
24. D. fimbriatus Shuckard, 1840
25. D. fulvus Westwood, 1839
26. D. funereus Emery, 1895
27. D. furcatus Gerstaecker, 1872
28. D. fuscipennis Emery, 1892
29. D. gaudens Santschi, 1919
30. D. gerstaeckeri Emery, 1895
31. D. ghanensis Boven, 1975
32. D. gribodoi Emery, 1892
33. D. helvolus Linnaeus, 1764
34. D. katanensis Stitz, 1911
35. D. kohli Wasmann, 1904
36. D. labiatus Shuckard, 1840
37. D. laevigatus Smith, 1857
38. D. lamottei Bernard, 1953
39. D. leo Santschi, 1919
40. D. mandibularis Mayr, 1896
41. D. mayri Santschi, 1912
42. D. moestus Emery, 1895
43. D. montanus Santschi, 1910
44. D. niarembensis Boven, 1972
45. D. nigricans Illiger, 1802
46. D. ocellatus Stitz, 1910
47. D. orientalis Westwood, 1835
48. D. politus Emery, 1901
49. D. rufescens Santschi, 1915
50. D. savagei Emery, 1895
51. D. schoutedeni Santschi, 1923
52. D. spininodis Emery, 1901
53. D. stadelmanni Emery, 1895
54. D. stanleyi Forel, 1909
55. D. staudingeri Emery, 1895
56. D. striatidens Santschi, 1910
57. D. termitarius Wasmann, 1911
58. D. titan Santschi, 1923
59. D. vishnui Wheeler, 1913
60. D. westwoodii Shuckard, 1840
61. D. wilverthi Emery, 1899